# Station Aye
Station Aye is een spoorwegstation langs spoorlijn 162 (Namen - Aarlen - Luxemburg) in Aye, een deelgemeente van de stad Marche-en-Famenne. Het is nu een stopplaats.

## Treindienst
| Serie              | Treinsoort          | Route                                                                                         | Bijzonderheden                                                           |
| ------------------ | ------------------- | --------------------------------------------------------------------------------------------- | ------------------------------------------------------------------------ |
| L 6150             | L-trein (NMBS)      | Ciney – Aye – Rochefort-Jemelle                                                               |                                                                          |
| P 7610/8610        | Piekuurtrein (NMBS) | Libramont – Aye – Ciney                                                                       | Rijdt alleen op werkdagen.                                               |
| P 7620/8620RE 8600 | Piekuurtrein (NMBS) | [ Luxemburg – Virton ] / [ [ Aarlen – Virton – ] / [ Dinant – ] Libramont – [ Aye – Ciney ] ] | Een rechtstreekse trein Aarlen - Libramont. Een trein Libramont - Ciney. |

## Galerij

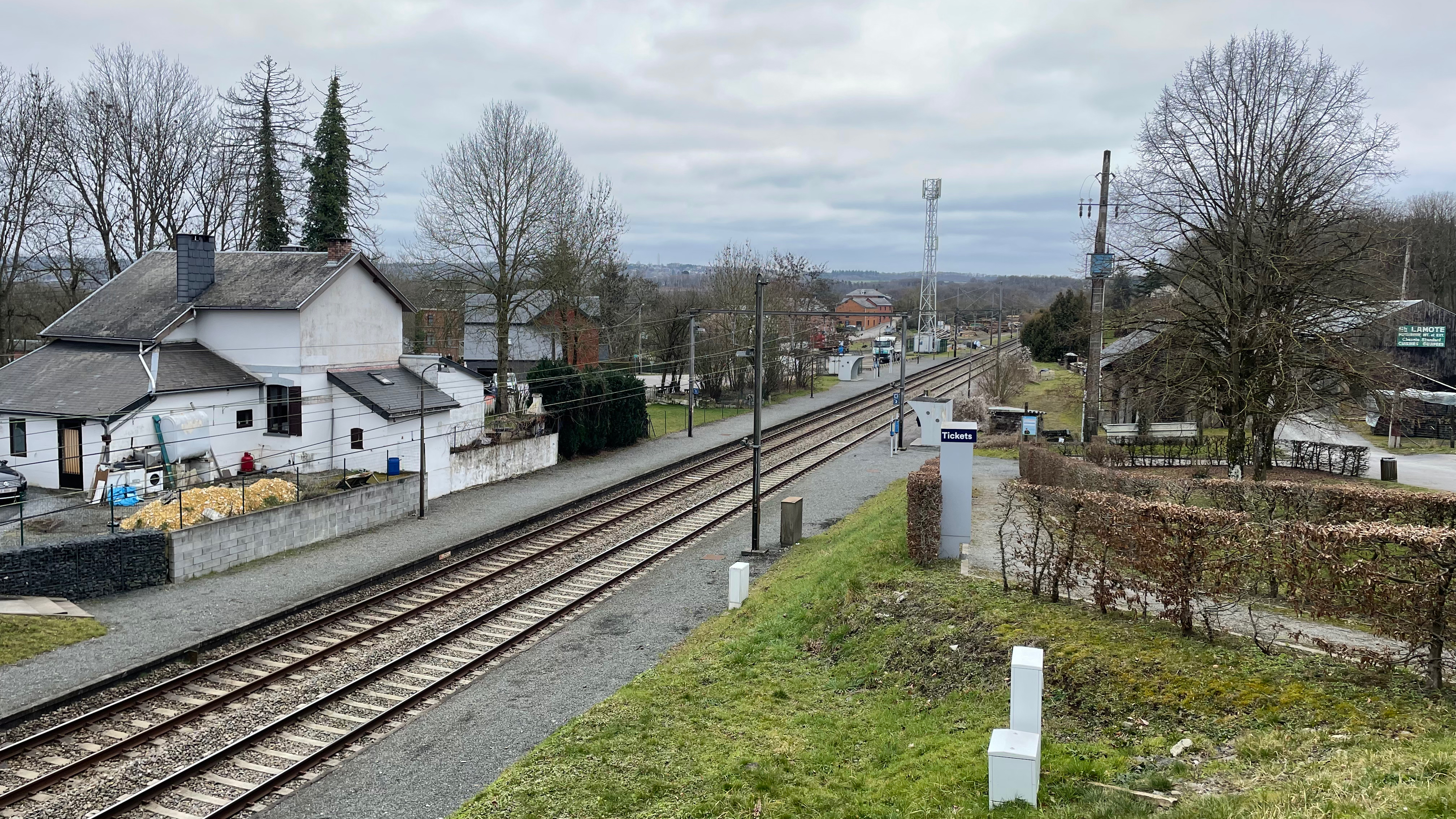
Zicht op het station
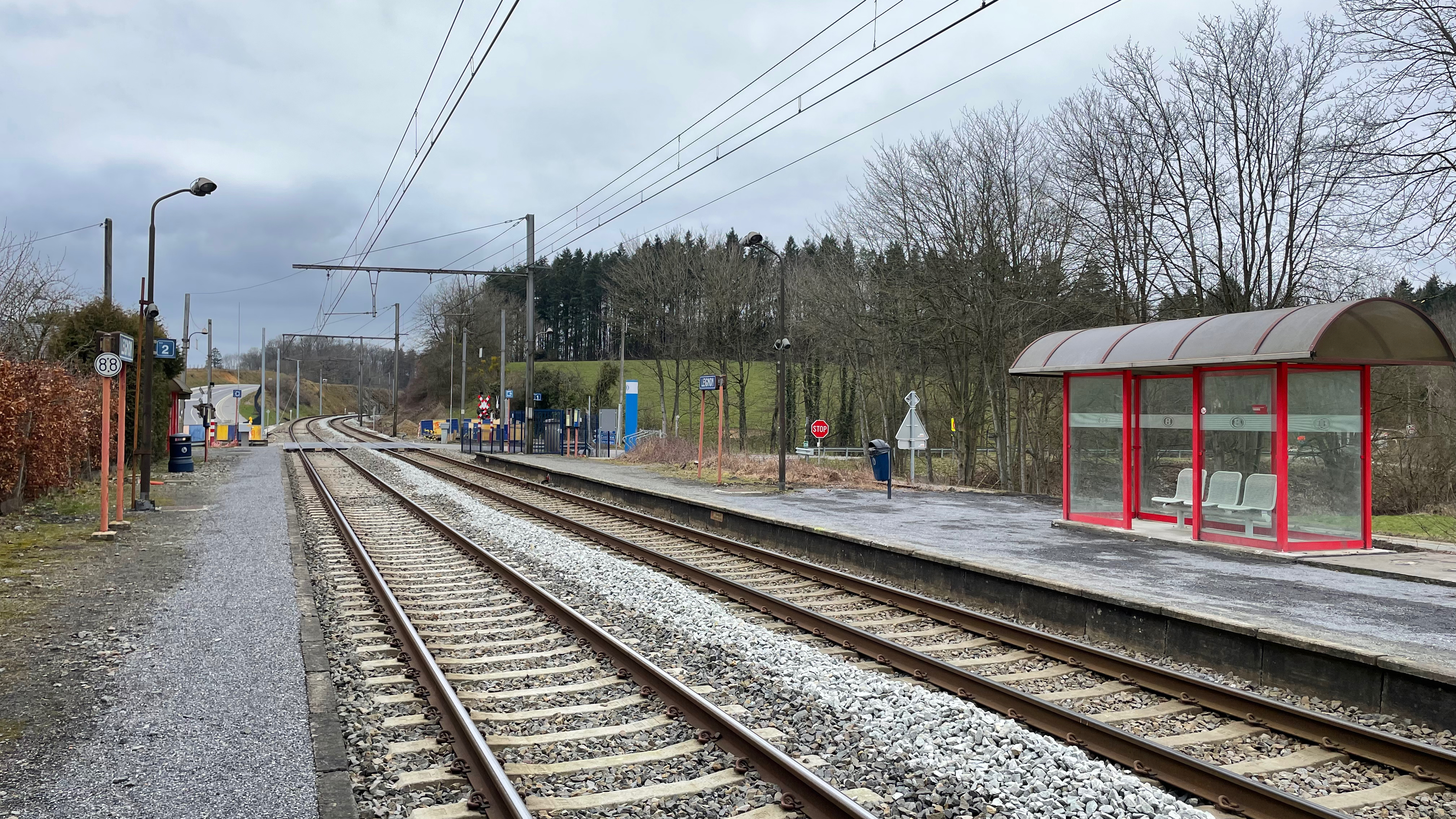
Zicht op het perron

## Reizigerstellingen
De grafiek en tabel geven het gemiddeld aantal instappende reizigers weer op een week-, zater- en zondag.
| Tabel: aantal instappende reizigers station Aye | Tabel: aantal instappende reizigers station Aye | Tabel: aantal instappende reizigers station Aye | Tabel: aantal instappende reizigers station Aye |
|                                                 | Weekdag                                         | Zaterdag                                        | Zondag                                          |
| ----------------------------------------------- | ----------------------------------------------- | ----------------------------------------------- | ----------------------------------------------- |
| 1977                                            | 62                                              | 12                                              | 16                                              |
| 1978                                            | 48                                              | 6                                               | -                                               |
| 1979                                            | 56                                              | 6                                               | 7                                               |
| 1980                                            | 52                                              | 9                                               | 12                                              |
| 1981                                            | 49                                              | 15                                              | 10                                              |
| 1982                                            | 38                                              | 12                                              | 15                                              |
| 1983                                            | 47                                              | 16                                              | 19                                              |
| 1984                                            |                                                 |                                                 | -                                               |
| 1985                                            |                                                 |                                                 | -                                               |
| 1986                                            | -                                               | -                                               | -                                               |
| 1987                                            | -                                               | -                                               | -                                               |
| 1988                                            | -                                               | -                                               | -                                               |
| 1989                                            | -                                               | -                                               | -                                               |
| 1990                                            | -                                               | -                                               | -                                               |
| 1991                                            | 34                                              | 7                                               | 8                                               |
| 1992                                            | 56                                              | 7                                               | 5                                               |
| 1993                                            | 47                                              | 3                                               | 1                                               |
| 1994                                            | 58                                              | -                                               | -                                               |
| 1995                                            | 57                                              | -                                               | -                                               |
| 1996                                            | 49                                              | -                                               | -                                               |
| 1997                                            | 53                                              | -                                               | -                                               |
| 1998                                            | 54                                              | -                                               | -                                               |
| 1999                                            | 61                                              | -                                               | -                                               |
| 2000                                            | 60                                              | -                                               | -                                               |
| 2001                                            | 58                                              | -                                               | -                                               |
| 2002                                            | 53                                              | -                                               | -                                               |
| 2003                                            | 56                                              | 4                                               | 8                                               |
| 2004                                            | 52                                              | 2                                               | 6                                               |
| 2005                                            | 59                                              | 5                                               | 3                                               |
| 2006                                            | 41                                              | 5                                               | 6                                               |
| 2007                                            | 44                                              | 8                                               | 12                                              |
| 2008                                            | -                                               | -                                               | -                                               |
| 2009                                            | 73                                              | 9                                               | 11                                              |
| 2010                                            | -                                               | -                                               | -                                               |
| 2011                                            | -                                               | -                                               | -                                               |
| 2012                                            | 72                                              | 3                                               | 16                                              |
| 2013                                            | 95                                              | 14                                              | 15                                              |
| 2014                                            | 78                                              | 23                                              | 19                                              |
| 2015                                            | 48                                              | 12                                              | 25                                              |
| 2016                                            | 58                                              | 13                                              | 9                                               |
| 2017                                            | 45                                              | 18                                              | 24                                              |
| 2018                                            | 44                                              | 13                                              | 17                                              |
| 2019                                            | 45                                              | 17                                              | 15                                              |
| 2020                                            | 38                                              | 9                                               | 7                                               |
| 2021                                            | -                                               | -                                               | -                                               |
| 2022                                            | 56                                              | 31                                              | 23                                              |
| 2023                                            | 28                                              | 10                                              | 5                                               |
| 2024                                            | 45                                              | 22                                              | 13                                              |

0,0: Namen ·
2,1: Jambes-Oost ·
5,0: Dave-Saint-Martin ·
7,8: Naninne ·
10,9: Sart-Bernard ·
14,0: Courrière ·
16,7: Assesse ·
18,3: Florée ·
20,5: Natoye ·
26,4: Braibant ·
29,0: Ciney ·
32,0: Leignon ·
32,9: Chapois ·
39,1: Haversin ·
45,8: Hogne ·
48,9: Aye ·
51,2: Marloie ·
57,6: Rochefort-Jemelle ·
60,0: Forrières ·
62,8: Lesterny ·
65,9: Grupont ·
72,1: Mirwart ·
76,2: Poix-Saint-Hubert ·
80,0: Hatrival ·
89,7: Libramont ·
94,8: Verlaine ·
98,5: Neufchâteau ·
100,4: Hamipré ·
105,0: Cousteumont ·
107,1: Lavaux ·
111,1: Mellier ·
114,8: Marbehan ·
115,9: Rulles ·
118,5: Houdemont ·
121,6: Habay ·
125,8: Hachy ·
128,0: Fouches ·
132,7: Stockem ·
134,0: Viville ·
135,8: Aarlen ·
137,6: Weyler ·
140,3: Autelbas ·
142,6: Barnich ·
145,5: Sterpenich